# The Gay Dog
The Gay Dog é um filme de comédia produzido no Reino Unido, dirigido por Maurice Elvey e lançado em 1954.